# أدريانا سيريزو
أدريانا سيريزو إغليسياس (ولدت في 24 نوفمبر 2003) هي لاعبة تايكوندو إسبانية فازت بالميدالية الفضية في الألعاب الأولمبية الصيفية 2020 في طوكيو باليابان.

## المسار الرياضي
فازت بالميدالية الذهبية في ظهورها الأول في بطولة التايكوندو الأوروبية [الإنجليزية]، بعمر 17 عامًا فقط. بعد شهر، تأهلت إلى الألعاب الأولمبية الصيفية لعام 2020 من خلال دورة التصفيات الأوربية للألعاب الأولمبية للتايكواندو لعام 2021 [الإنجليزية]، حيث احتلت المركز الثاني وحصلت على ميدالية فضية.

## روابط خارجية
- أدريانا سيريزو على موقع TaekwondoData.com (الإنجليزية)
- أدريانا سيريزو على موقع اللجنة الأولمبية الدولية (الإنجليزية)
- أدريانا سيريزو على موقع أوليمبيديا (الإنجليزية)
- أدريانا سيريزو على موقع اللجنة الأولمبية الإسبانية (الإسبانية)